# Macombs Dam Bridge
De Macombs Dam Bridge is een brug in New York over de Harlem River tussen The Bronx en het noordeinde van Manhattan. De brug is op twee na de oudste nog in gebruik zijnde brug in New York City. In het ontwerp van  ingenieur Alfred Pancoast Boller ligt een vakwerkbrug  met draaibrugfunctie over de Harlem River in het verlengde van een vakwerkbrug over de Hudson Line van de Metro-North Railroad aan de oostelijke oever van de Harlem in The Bronx. De bouw die vijf jaar in beslag nam van 1890 tot 1895 had een kostprijs van 1,3 miljoen dollar. De draaibrug draait vanop een 150 m lange en 20 m brede kade centraal gelegen in de Harlem die door zijn vorm het volledige brugdek beschermt tegen het scheepsverkeer in open stand. De draaibrug was ten tijde van zijn ontwerp een van de zwaarste draaibruggen ooit, en is met 124 m draaiend brugdek nog steeds een van de langere draaibruggen.
De brug verbindt West 155th Street en St. Nicholas Place in Manhattan en Jerome Avenue en East 161 Street in The Bronx.
De brug is vernoemd naar Robert Macomb die van de overheid van de staat New York in 1814 de toelating had gekregen een dam te bouwen met brug over de Harlem River. De dam liet de stroomopwaarts gelegen maden overstromen en blokkeerde de scheepvaart. De boze lokale gemeenschap ging in 1839 over tot vernieling van de dam waarbij de rechtbank nadien in hun voordeel erkende dat de dam een publieke belemmering vormde. Vervolgens werd in 1861 op de locatie de Central Bridge geopend maar de rottende houten constructie bleek te duur in onderhoud waarna eind van de 19de eeuw de huidige brug werd gebouwd naar de plannen van Boiler in opdracht van de Passaic Rolling Mill Co.
De brug wordt beheerd en onderhouden door het New York City Department of Transportation. De brug ligt vlak bij het Yankee Stadium. 
De brug werd door de Landmarks Preservation Commission in januari 1992 beschermd als New York City Landmark. Van 1999 tot 2007 onderging de brug voor 145 miljoen dollar een renovatie.